# 경덕왕
경덕왕(景德王, 723년 ~ 724년? ~ 765년 음력 6월, 재위: 742년 음력 5월 ~ 765년 음력 6월)은 신라의 제35대 왕이다. 성은 김(金)이고, 휘는 헌영(憲英). 효성왕의 친동생이며, 아버지는 제 33대 왕 성덕왕. 어머니는 이찬 순원(順元)의 딸 소덕왕후(炤德王后)이며, 왕비는 서불감 김의충(金義忠)의 딸 만월부인(満月夫人, 경수왕후(景垂王后))이다. 효성왕에게 아들이 없었기 때문에 742년 5월에 효성왕이 사망하자 왕위에 올랐다. 경덕왕 대는 신라가 극성기에 달하던 시기였다.

## 생애
효성왕(孝成王)의 친동생으로 효성왕이 죽자 왕위를 계승하였다. 742년 10월 일본국 사신이 이르렀으나 받아들이지 않았다. 753년 8월에도 일본국 사신이 이르렀는데, 오만하고 예의가 없었으므로 왕이 그들을 접견하지 않자 마침내 돌아갔다. 경덕왕 때는 신라가 극성기에 달한 때로 제반 제도·관직을 당(唐) 제도로 개편하는 한편, 경덕왕 16년(757년)에 전국의 행정체제 및 행정단위의 명칭을 대개는 한자식으로 개혁하고, 행정구역을 9주 5소경으로 나누었다(→ 신라의 행정 구역 참조).
경덕왕은 불교 중흥에도 노력하여 황룡사(皇龍寺)의 종을 주조하였으며, 굴불사(堀佛寺)를 비롯하여 영흥(永興)·원연(元延)·불국(佛國) 등의 절을 세웠다. 그는 성덕왕의 명복을 빌기 위해 봉덕사 종을 만들게 했는데, 완성을 보지 못하고 죽었으며 아들인 혜공왕이 완성하였다. 이 종의 소리는 맑고, 멀리까지 들리는 것으로 유명하다. 원래 이름은 '성덕대왕 신종' 또는 속칭 에밀레종으로 한국에서 가장 큰 종인 동시에 국보(29호)이며, 후에는 봉덕사 종으로 불렀다. 경덕왕은 당과도 활발히 교역하는 등 산업 발전에 힘써 신라의 전성 시대를 이루었다.
경덕왕 10년(751년)에는 불국사가 완공되었으며, 757년 3월에는 녹읍이 다시 지급되었다.
그리고 국학을 태학감이라 고쳤다. 또한 집사부의 중시를 시중으로 고쳤다.

## 가계
- 부왕 : 성덕왕(聖德王)
- 모후 : 소덕왕후 김씨(炤德王后 金氏)
  - 이복형 : 효상태자(孝殤太子)
  - 이복누나 : 사소부인(四炤夫人)
  - 형 : 효성왕(孝成王)
  - 왕후 : 삼모부인 김씨(三毛夫人 金氏) - 이찬(伊飡) 김순정(金順貞)의 딸
  - 왕후 : 만월부인 김씨 滿月夫人 金氏) - 서불한(舒弗邯) 의충(義忠)의 딸
    - 아들 : 건운(乾運) - 760년 태자에 책봉, 765년 혜공왕에 즉위.

## 기타
《삼국유사》 표훈대덕 설화에 의하면 그의 성기는 그 길이가 8촌(약 24 cm) 정도가 되었다.

## 문화재
- 경주 경덕왕릉 - 대한민국 사적 제28호

## 같이 보기
- 신라
- 한국의 불교
- 발해
  - 문왕 (737년 - 793년)